# Miles J. Breuer
Miles John Breuer (geboren am 3. Januar 1889 in Chicago; gestorben am 14. Oktober 1945 in Los Angeles) war ein amerikanischer Arzt und Science-Fiction-Autor.

## Leben
Breuers Eltern, Charles und Barbara Breuer, stammten aus dem heutigen Tschechien, damals Teil von Österreich-Ungarn. Breuers Vater war Arzt und 1893 hatten die Eltern sich in Nebraska niedergelassen, wo Miles in der Kleinstadt Crete aufwuchs. 1906 schloss er dort die High School ab und begann an der University of Texas zu studieren. Nach einem Medizinstudium am Rush Medical College begann er in der Praxis seines Vaters in Lincoln zu arbeiten. 1916 heiratete er Julia Strejc, mit der er drei Kinder hatte.
Während des Ersten Weltkriegs diente er in Frankreich im Medical Corps der US Army.
Nach Ende des Krieges arbeitete er weiter in der Praxis seines Vaters und veröffentlichte populärmedizinische Beiträge in tschechischsprachigen Zeitschriften und Zeitungen. Außerdem veröffentlichte er auf Englisch eine Reihe von Artikeln in Fachzeitschriften sowie ein Fachbuch über Physiotherapie. Anfang der 1940er Jahre zog er nach Los Angeles, wo er weiter praktizierte und 1945 im Alter von 56 Jahren nach kurzer Krankheit starb.
Breuer war neben seiner Arbeit als Arzt ein leidenschaftlicher Leser und Büchersammler, zu dessen Lieblingsautoren auch H. G. Wells gehörte, dessen Kurzgeschichten in dem im April 1926 erstmals erschienenen Magazin Amazing Stories nachgedruckt wurden. Breuer hatte selbst zu schreiben begonnen, eine Erzählung von ihm war bereits 1916 auf Tschechisch in der Zeitschrift Bratrsky Vestník erschienen, und Breuer wurde mit seiner im Januar 1927 abgedruckten Geschichte The Man with the Strange Head einer der ersten Autoren von Originalbeiträgen in Amazing Stories.
Breuer schrieb im Laufe der folgenden Jahre über drei Dutzend Kurzgeschichten, von denen viele einen Mediziner als Protagonisten haben und Fragen der Zukunft der Medizin behandeln. Seine Erzählungen erschienen großenteils in Amazing Stories oder Amazing Stories Quarterly, wo auch seine beiden Romane, Paradise and Iron (1930) und The Birth of a New Republic (1930, zusammen mit Jack Williamson), erstveröffentlicht wurden. Eine seiner Stories, The Book of Worlds (1929), wurde auch ins Deutsche übersetzt.
2008 erschien eine von Michael R. Page herausgegebene Sammlung seiner Kurzgeschichten, The Man with the Strange Head and Other Early Science Fiction Stories.

## Bibliografie
The Fitzgerald Contraction (Kurzgeschichten)
- 1 The Fitzgerald Contraction (in: Science Wonder Stories, January 1930)
- 2 The Time Valve (in: Wonder Stories, July 1930)

Romane
- Paradise and Iron (in: Amazing Stories Quarterly, Summer 1930)
- The Birth of a New Republic (in: Amazing Stories Quarterly, Winter 1931; mit Jack Williamson)

Sammlungen
- The Man with the Strange Head and Other Early Science Fiction Stories (2008)

Kurzgeschichten
1927:
- The Man with the Strange Head (in: Amazing Stories, January 1927)
- The Stone Cat (in: Amazing Stories, September 1927)
- The Riot at Sanderac (in: Amazing Stories, December 1927)

1928:
- The Appendix and the Spectacles (in: Amazing Stories, December 1928)
- The Puzzle Duel (in: Amazing Stories Quarterly, Winter 1928)

1929:
- The Captured Cross-Section (in: Amazing Stories, February 1929)
- Buried Treasure (in: Amazing Stories, April 1929)
- The Book of Worlds (in: Amazing Stories, July 1929)
  - Deutsch: Das Buch der Welten. In: Ronald M. Hahn und Wolfgang Jeschke (Hrsg.): Titan 17. Heyne Science Fiction & Fantasy #3847, 1981, ISBN 3-453-30776-3.
- Rays and Men (in: Amazing Stories Quarterly, Summer 1929)
- A Baby on Neptune (in: Amazing Stories, December 1929; auch: The Dead World, 1953; auch: Child of Neptune, 1941; mit Clare Winger Harris)
- The Girl from Mars (1929; mit Jack Williamson)

1930:
- The Hungry Guinea-Pig (in: Amazing Stories, January 1930; auch: The Hungry Guinea Pig, 1955)
- The Gostak and the Doshes (in: Amazing Stories, March 1930)
- The Driving Power (in: Amazing Stories, July 1930; auch: Lady of the Atoms, 1941)
- The Inferiority Complex (in: Amazing Stories, September 1930)
- A Problem in Communication (in: Astounding Stories of Super-Science, September 1930)

1931:
- On Board the Martian Liner (in: Amazing Stories, March 1931)
- The Time Flight (in: Amazing Stories, June 1931)
- The Demons of Rhadi-Mu (in: Amazing Stories Quarterly, Fall 1931)

1932:
- The Einstein See-Saw (in: Astounding Stories, April 1932)
- Mechanocracy (in: Amazing Stories, April 1932)
- The Perfect Planet (in: Amazing Stories, May 1932; auch: Breath of Utopia, 1942)
- The Finger of the Past (in: Amazing Stories, November 1932)

1933:
- The Strength of the Weak (in: Amazing Stories, December 1933)

1935:
- Millions for Defense (in: Amazing Stories, March 1935)
- The Chemistry Murder Case (in: Amazing Stories, October 1935)
- Mars Colonizes (in: Marvel Tales, Summer 1935)

1936:
- Mr. Bowen’s Wife Reduces (in: Amazing Stories, August 1936)

1937:
- The Company or the Weather (in: Amazing Stories, June 1937)

1939:
- The Raid from Mars (in: Amazing Stories, March 1939)
- The Disappearing Papers (in: Future Fiction, November 1939)

1940:
- The Oversight (in: Comet, December 1940)

1942:
- The Sheriff of Thorium Gulch (in: Amazing Stories, August 1942)

1963:
- The Man Without an Appetite (1963, in: Noah D. Fabricant und Groff Conklin (Hrsg.): Great Science Fiction About Doctors)